# Vaderlands Front (Oostenrijk)
Vaderlands Front (Duits: Vaterländische Front), werd op 20 juni 1933 door de Oostenrijkse bondskanselier Engelbert Dollfuss in het leven geroepen als eenheidsbeweging. Formeel stond het Front boven de partijen. In mei 1934 werd het Vaderlands Front de enige toegestane politieke partij. Het doel van het Front was de mobilisatie van de Oostenrijkse bevolking in de nieuwe corporatieve staat (corporatisme). Het Front stond voor een 'sociaal, christelijk en Duits-Oostenrijk.' (Dit laatste gedeelte doelde overigens slecht op het Duitse karakter van Oostenrijk, het Front streefde niet naar een Anschluss). Het symbool van het Vaderlands Front was het krukkenkruis. Na de moord op Dollfuss (juli 1934) nam Ernst von Starhemberg de leiding van het Front op zich. In maart 1936 werd bondskanselier Kurt von Schuschnigg Leider van het Front. Secretaris-generaal van het Front was Walter Adam.
Na de Anschluss met Duitsland in maart 1938, werd het Front door de Duitse bezetter verboden.